# 免疫介在性溶血性貧血
免疫介在性溶血性貧血 (英: immune-mediated hemolytic anemia: IMHA) とは免疫介在性血球減少症の1つ。同義語として免疫性溶血性貧血。

## 概要
免疫介在性溶血性貧血は何らかの原因により細胞膜上の抗原に対する抗体が産生され、抗体や補体を介しあるいは食細胞の貪食作用により赤血球が傷害され、赤血球の減少をきたした状態である。

### 原因
原因には原発性、感染、腫瘍、全身性エリテマトーデス、薬物の暴露などが挙げられる。免疫介在性溶血性貧血の臨床症状は貧血（通常は大球性低色素貧血）によるものがほとんどであり、肺動脈血栓塞栓症や播種性血管内凝固症候群(DIC)を併発すると重篤となる。

### 血液検査
血液検査における赤血球の所見は一般に大球性低色素貧血所見であり、赤血球浸透圧抵抗性の低下、赤血球凝集像、網状赤血球や球状赤血球が認められる。白血球系の所見は核の左方移動を伴う好中球増加がよく認められる。血液生化学検査では高ビリルビン血症を認めることがある。直接クームス試験は赤血球の細胞膜上の免疫グロブリンや補体C3を検出することができるため診断に有用である。

### 治療
治療にはプレドニゾロンの投与を行い、効果がない場合は他の免疫抑制剤の投与を行う。脾滴が効果を示す場合がある。輸血は救急救命措置としては有効な支持療法であるが、溶血に至る抗原抗体反応は多くの場合輸血された赤血球に対しても生じるので救急救命措置以外では通常は用いない。